# Gli sporcaccioni
Gli sporcaccioni (The Soilers) è un film del 1923 diretto da Ralph Ceder. Il cortometraggio, con protagonista Stan Laurel, è una parodia del film dello stesso anno I predatori; prodotto dalla Hal Roach Studios, fu distribuito negli Stati Uniti dalla Pathé il 25 novembre 1923. Il film è circolante anche in una versione accorciata a 10 minuti, che fu anche pubblicata in DVD-Video con sottotitoli in italiano dalla Ermitage Cinema.

## Trama
Una polverosa città dell'Ovest attira molti cercatori per le numerose pepite d'oro che contiene nel fiume. Bob Canister è uno di questi. Ma un suo rivale, Smacknamara, lo costringe a sloggiare e intanto corteggia segretamente la sua ragazza.
Più tardi Canister entra in saloon per un drink e vede Smacknamara. Tra i due inizia una furibonda lite. Il destino li porta in una stanza del saloon affittata da un omosessuale che guarda divertito la scena. Alla fine Canister ha il sopravvento su Smacknamara ed esce fuori per prendere un po' d'aria, quando l'omosessuale lo stuzzica dalla finestra del piano superiore con frasi sdolcinate. Canister non ci fa caso, allora l'uomo gli getta in testa un vaso di fiori, facendolo svenire. Proprio in quel momento passa un carro dell'immondizia che vedendolo carica Canister su di sé portandoselo via.

## Nelle edizioni italiane
Il corto appare, nella versione ridotta a 10 min, in allegato al DVD di Allegri gemelli con Laurel & Hardy, edizione Elleu multimedia; nonché nella edizione delle comiche di Laurel & Hardy Non c'è niente da ridere - Vol. 1, Ermitage Cinema. Una versione leggermente allungata, ma con dei tagli, voce narrante e doppiaggio parziale di Elio Pandolfi per Stan Laurel, è inclusa nell'antologia di comiche La bomba comica del 1958.